# Città dell'Algeria
Lista di città dell'Algeria.
In Algeria sono considerati città gli insediamenti urbani con oltre 100.000 abitanti, mentre sono considerati paesi e villaggi quelli con più di 20.000 abitanti. Per una lista di tutti i 1.541 comuni dell'Algeria si rimanda alla pagina comuni dell'Algeria.

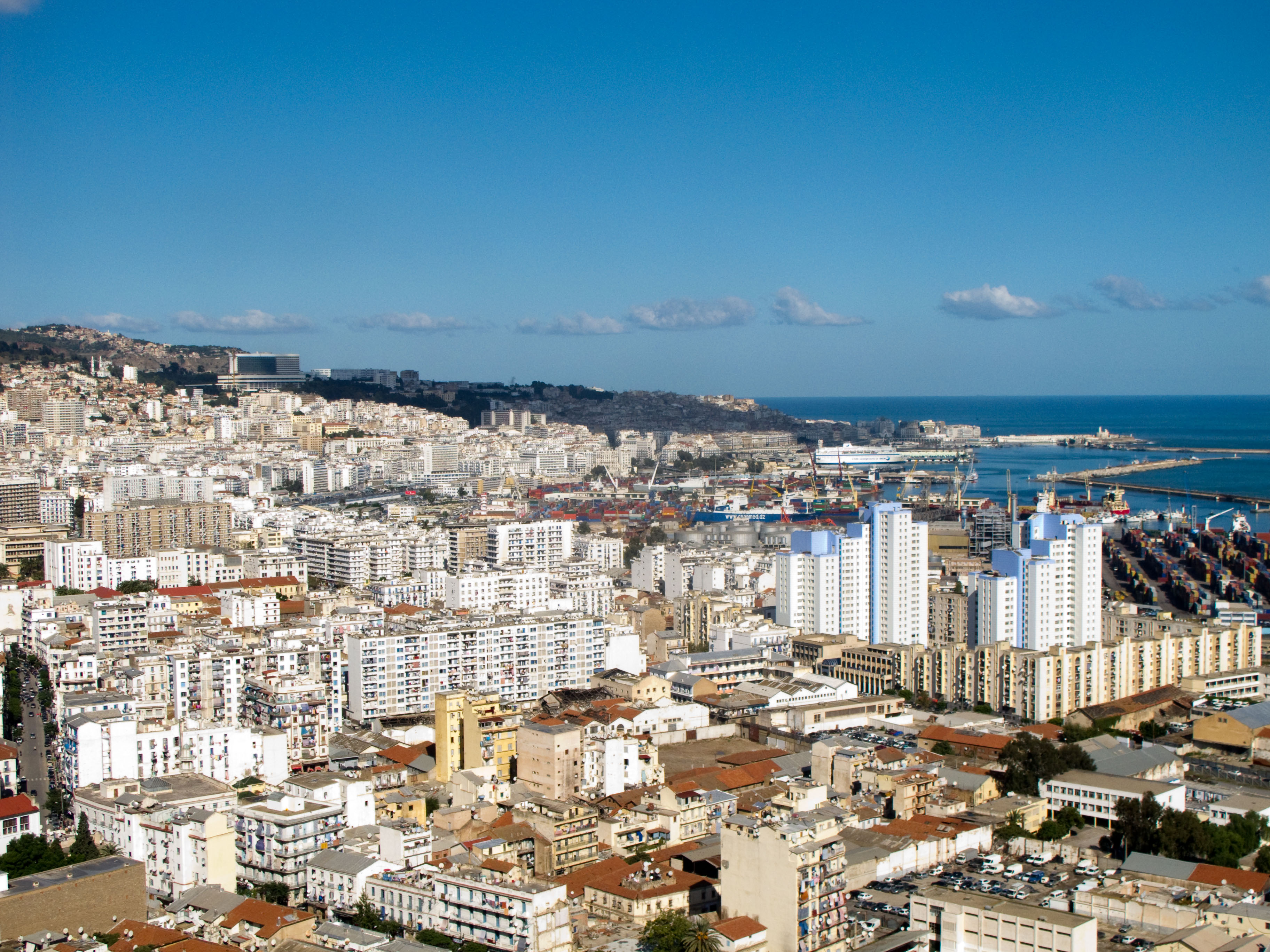
Algeri

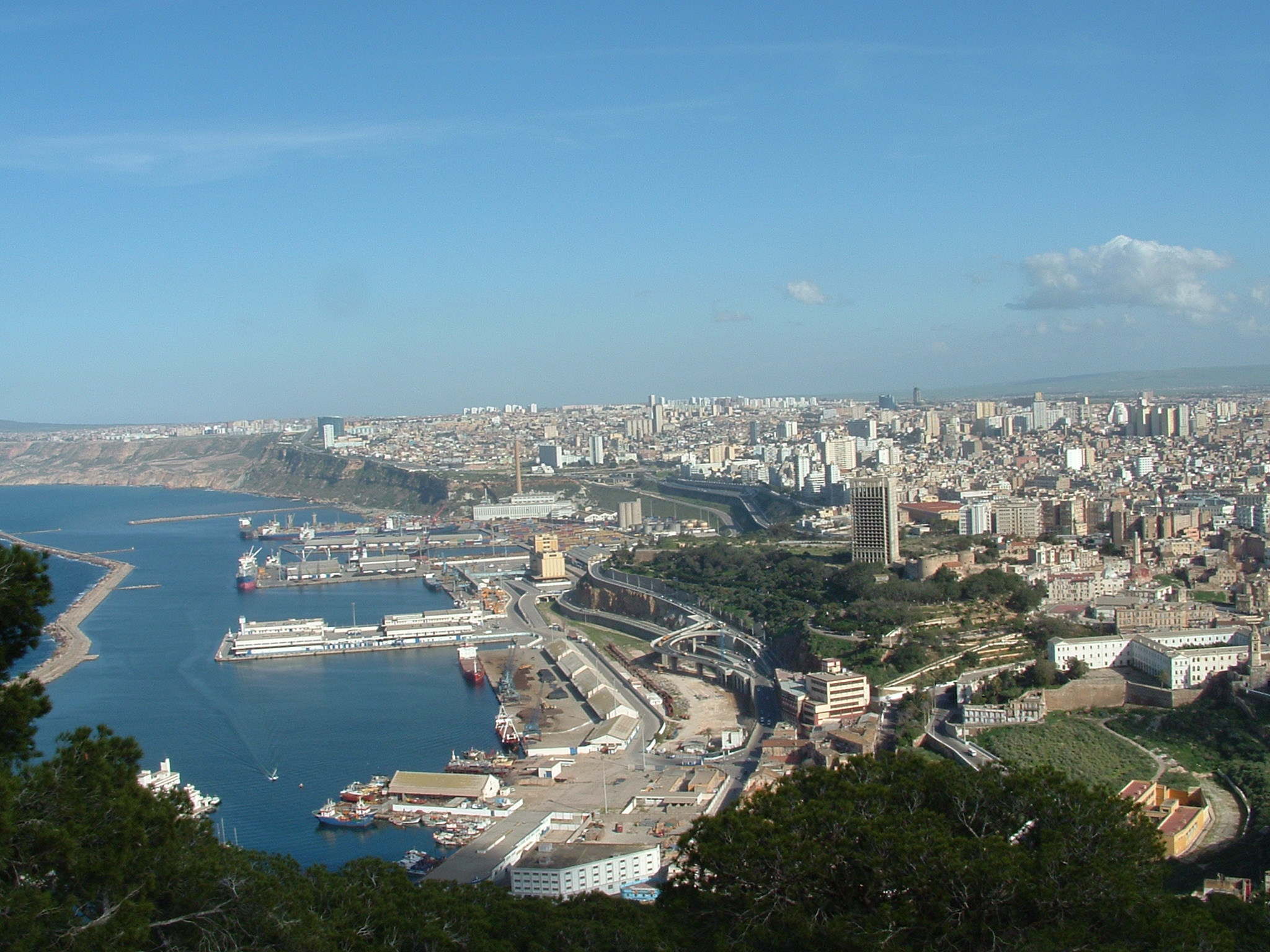
Orano

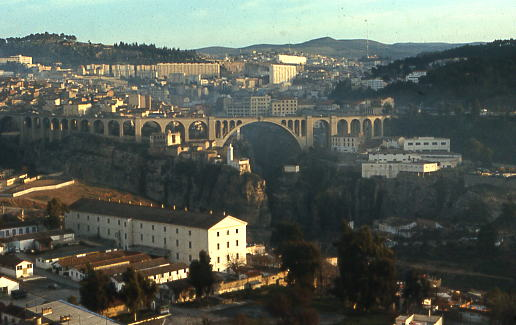
Costantina

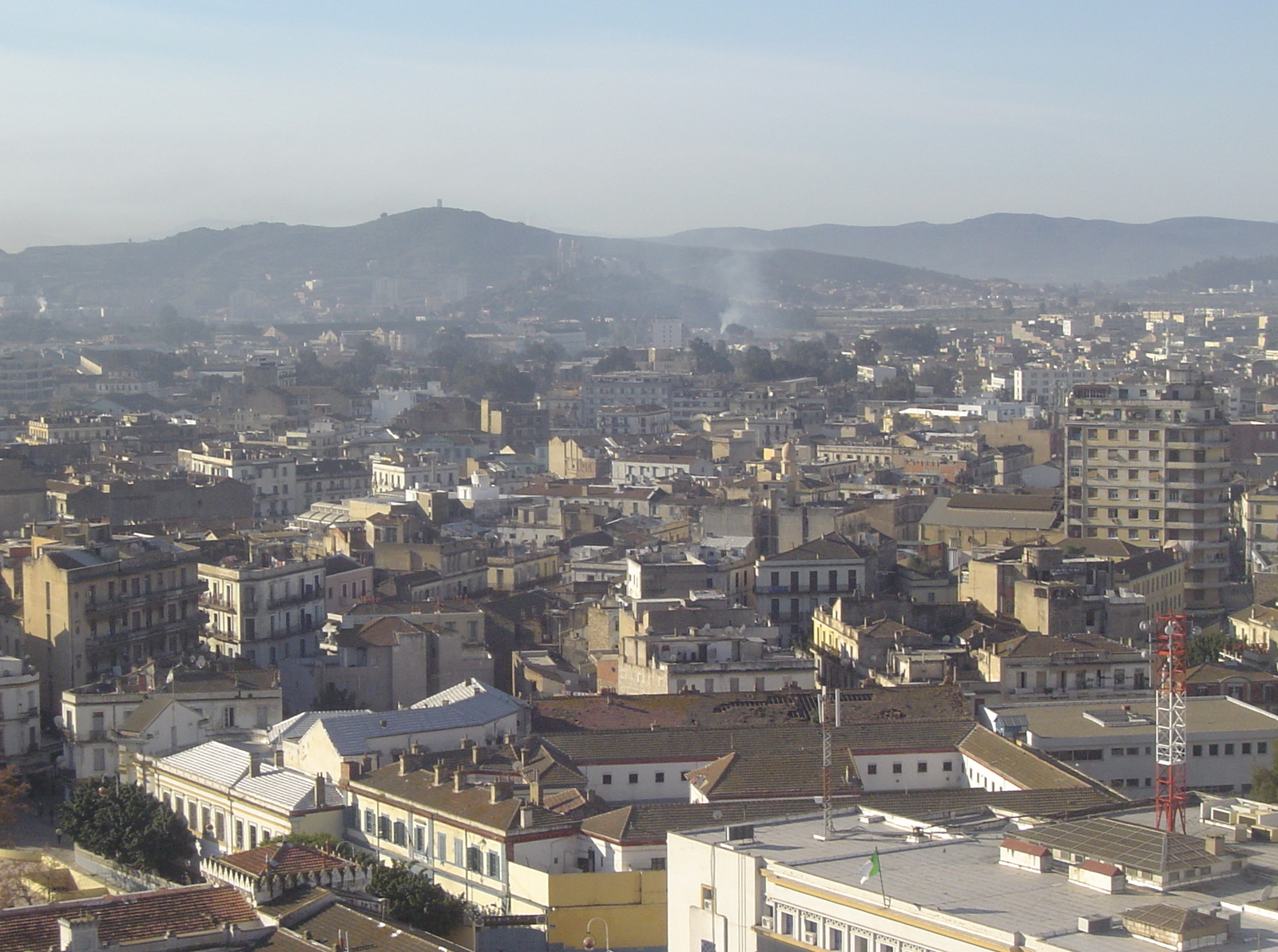
Annaba

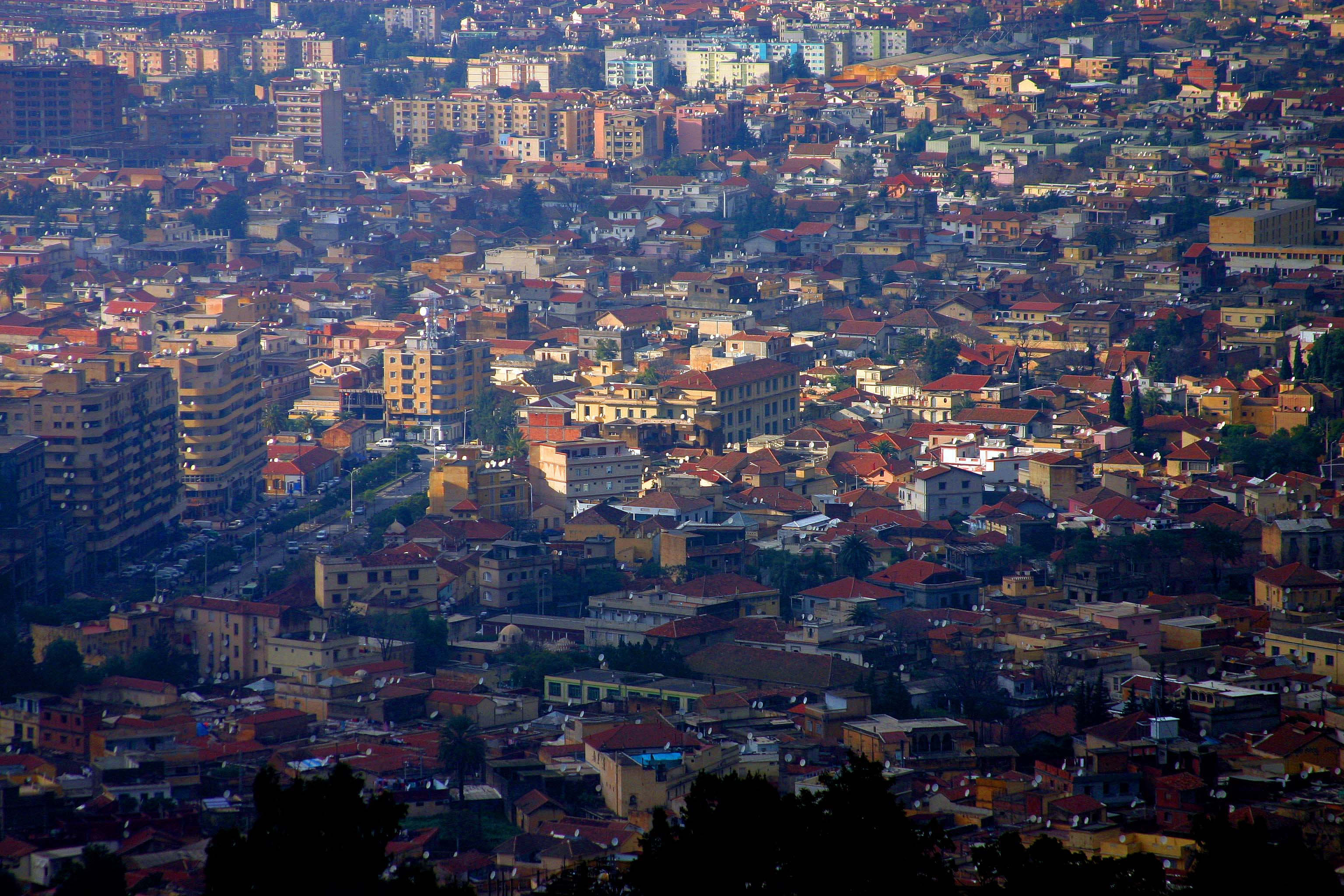
Blida

## Città dell'Algeria con oltre 100.000 abitanti
| #  | Città              | Nome arabo    | Popolazione 1998 | Popolazione municipale 2008 | Popolazione 2008 |
| -- | ------------------ | ------------- | ---------------- | --------------------------- | ---------------- |
| 01 | Algeri             | الجزائر       | 2 086 212        | -                           | 2 364 230        |
| 02 | Orano              | وهران         | 735 166          | 609 940                     | 803 329          |
| 03 | Costantina         | قسنطينة       | 479 122          | 448 374                     | 448 028          |
| 04 | Annaba             | عنابة         | 331 539          | 257 359                     | 342 703          |
| 05 | Blida              | البليدة       | 249 553          | 163 586                     | 331 779          |
| 06 | Batna              | باتنة         | 246 800          | 290 645                     | 289 504          |
| 07 | Djelfa             | الجلفة        | 158 679          | 289 226                     | 265 833          |
| 08 | Sétif              | سطيف          | 214 842          | 288 461                     | 252 127          |
| 09 | Sidi Bel Abbes     | سيدي بلعباس   | 183 931          | 212 935                     | 210 146          |
| 10 | Biskra             | بسكرة         | 177 060          | 205 608                     | 204 661          |
| 11 | Tébessa            | تبسة          | 154 335          | 196 537                     | 194 461          |
| 12 | El Oued            | الوادي        | 146 521          | 134 699                     | 186 525          |
| 13 | Skikda             | سكيكدة        | 169 528          | 163 618                     | 182 903          |
| 14 | Tiaret             | تيارت         | 148 850          | 201 263                     | 178 915          |
| 15 | Béjaïa             | بجاية         | 144 405          | 177 988                     | 176 139          |
| 16 | Tlemcen            | تلمسان        | 156 258          | 140 158                     | 173 531          |
| 17 | Ouargla            | ورقلة         | 139 381          | 133 024                     | 169 927          |
| 18 | Béchar             | بشار          | 134 523          | 165 627                     | 165 241          |
| 19 | Mostaganem         | مستغانم       | 139 210          | 145 696                     | 162 885          |
| 20 | Bordj Bou Arreridj | برج بو عريريج | 129 004          | 168 346                     | 158 812          |
| 21 | Chlef              | الشلف         | 125 234          | 178 616                     | 155 134          |
| 22 | Souk Ahras         | سوق أهراس     | 114 512          | 155 259                     | 153 479          |
| 23 | Médéa              | المدية        | 128 427          | 138 355                     | 145 441          |
| 24 | El Eulma           | العلمة        | 104 758          | 155 038                     | 145 380          |
| 25 | Touggourt          | توقرت         | 114 183          | 39 409                      | 143 270          |
| 26 | Ghardaïa           | غرداية        | 114 512          | 93 423                      | 142 913          |
| 27 | Saida              | سعيدة         | 124 084          | 128 413                     | 142 497          |
| 28 | Laghouat           | الأغواط       | 99 536           | 144 747                     | 134 372          |
| 29 | M'Sila             | المسيلة       | 102 151          | 156 647                     | 132 975          |
| 30 | Jijel              | جيجل          | 106 306          | 134 839                     | 131 513          |
| 31 | Relizane           | غليزان        | 114 963          | 130 094                     | 123 255          |
| 32 | Guelma             | قالمة         | 108 682          | 120 847                     | 120 004          |
| 33 | Aïn Beïda          | عين البيضاء   | 88 290           | 118 662                     | 116 064          |
| 34 | Khenchela          | خنشلة         | 86 615           | 108 580                     | 114 472          |
| 35 | Bou Saada          | بوسعادة       | 99 766           | 125 573                     | 111 787          |
| 36 | Mascara            | معسكر         | 87 979           | 108 587                     | 108 629          |
| 37 | Tizi Ouzou         | تيزي وزو      | 76 206           | 135 088                     | 104 312          |

## Città e paesi con più di 20.000 abitanti

### A
- Adrar (42,700)
- Aflou (48,000)
- Aïn Azel (30,200)
- Aïn Beïda (26,900)
- Aïn Benian (50,800)
- Aïn Bessem (28,400)
- Aïn Defla (41,200)
- Aïn D'Heb (26,227)
- Aïn el Beïda (110,560)
- Aïn El Hadjel (24,300)
- Aïn El Hammam (28,340)
- Aïn El Kebira (20,200)
- Aïn El Melh (21,800)
- Aïn Fakroun (40,700)
- Aïn Kercha (25,600)
- Aïn Oulmene (39,000)
- Aïn Oussera (82,435)
- Aïn M'lila (50,700)
- Aïn Nouïssy
- Aïn-Sefra (33,600)
- Aïn Smara (35,600)
- Aïn Taya (22,900)
- Aïn Témouchent (90,832)
- Aïn Touta (44,900)
- Aïn Turk  (25,900)
- Akbou (70,800)
- Algeri (3,519,570)
- Ammi Moussa (24,800)
- Annaba (348,554)
- Arzew (43,327)
- Azazga (22,100)
- Azzaba (29,300)

### B
- Bab Ezzouar (92,200)
- Baraki (86,233)
- Barika (114,547)
- Batna (242,514)
- Béchar (131,010)
- Béjaïa (147,076)
- Béni Saf (25,200)
- Berrouaghia (51,800)
- Bir el-Ater (52,738)
- Bir El Djir (68,300)
- Birkhadem (54,121)
- Biskra (170,956)
- Blida (226,512)
- Bordj Bou Arreridj (128,535)
- Bordj El Bahri (27,900)
- Bordj El Kiffan (98,135)
- Bordj Menaïel (35,600)
- Boufarik (48,800)
- Bouira (52,500)
- Bou Ismaïl (27,000)
- Boumerdès (28,500)
- Boudouaou (42,500)
- Buqara (34,100)
- Bou Saada (121,301)

### C
- Chelghoum Laïd (43,000)
- Chéraga (31,500)
- Cherchell (24,400)
- Cheria (53,751)
- Chlef (179,768)
- Collo (27,800)
- Costantina (462,187)

### D
- Dar El Beïda (28,800)
- Didouche Mourad (28,300)
- Djelfa (154,265)
- Draâ Ben Khedda (26,200)

### E
- El Affroun (31,000)
- El Arrouch (28,100)
- El Attaf (27,100)
- El Bayadh (59,755)
- El Bouni (30,100)
- El Eulma (105,130)
- El Golea (28,500)
- El Guerrara (59,514)
- El Hadjar (23,700)
- El Harrach (48,200)
- El Kala (21,300)
- El-Khroub (65,344)
- El Meghaïer (31,500)
- El Milia (39,200)
- El Oued (104,801)
- Es Sénia (29,800)

### F
- Frenda (50,684)
- Fillaoucene (20,000)

### G
- Ghardaïa (110,724)
- Ghazaouet (27,800)
- Grarem Gouga (21,900)
- Guelma (108,734)
- Guerara (47,700)

### H
- Hadjout (31,300)
- Hamma Bouziane (36,400)
- Hammam Bouhadjar (22,500)
- Hassi Bahbah (60,238)
- Hassi Messaoud (37,500)

### J
- Jijel (106,003)

### K
- Khadra
- Khemis El-Khechna (32,000)
- Khemis Meliana (68,696)
- Khenchla (106,082)
- Koléa (39,800)
- Ksar Chellal (43,452)
- Ksar El Boukhari (61,687)

### L
- Laghouat (96,342)
- Lakhdaria (37,800)
- Larba (44,300)

### M
- Mahdia (31,513)
- Mansourah (34,700)
- Mascara (80,797)
- Maghnia (43,274)
- Mecheria (51,804)
- Meftah (32,000)
- Messaâd (114,625)
- Médéa (123,535)
- Mila (54,832)
- Miliana (39,000)
- El Mohammadia (51,585)
- Mostaganem (124,399)
- Mouzaïa (24,100)
- M'Sila (99,855)

### N
- Nedroma (20,800)
- Nezla (38,600)
- N'Gaous (25,700)

### O
- Orano (692,516)
- Ouargla (129,402)
- Oued Rhiou (42,600)
- Oued Zenati (22,500)
- Ouenza (60,000)
- Ouled Djellal (41,700)
- Ouled Yaïch (55,700)
- Oum El Bouaghi (47,800)
- Ouled-Moussa (30,000)

### R
- Reghaïa (36,400)
- Relizane (104,285)
- Remchi (25,900)
- Ras El Oued (34,100)
- Rouïba (43,700)
- Rouissat (34,300)

### S
- Saida (110,865)
- Sédrata (39,100)
- Sétif (211,859)
- Sidi Aïssa (52,795)
- Sidi Bel Abbès (180,260)
- Sidi Khaled (31,600)
- Sidi Moussa (21,900)
- Sidi Okba (22,600)
- Sig (54,113)
- Skikda (152,335)
- Sougueur (56,733)
- Souk Ahras (115,882)
- Sour El-Ghozlane (35,500)

### T
- Tadjenanet (30,200)
- Taher (51,053)
- Takhemaret (34,000)
- Tamanrasset (54,469)
- Tebesbest (29,800)
- Tébessa (153,246)
- Telagh (20,600)
- Ténès (28,200)
- Théniet El Haâd (25,900)
- Tiaret (166,389)
- Tindouf (25,000)
- Tissemsilt (51,673)
- Tizi Ouzou (77,475)
- Tlemcen (155,162)
- Tolga (39,800)
- Touggourt (32,800)

### Z
- Zighoud Youcef (25,100)